# Coming Out
Coming Out é um filme de drama romântico alemão de 1989 dirigido por Heiner Carow e escrito por Wolfram Witt. Estrelado por Matthias Freihof e Dagmar Manzel, a obra, vencedora do Teddy Award, estreou na Alemanha Oriental em 10 de novembro.[carece de fontes?] O único filme de temática gay feito pelo DEFA, o estúdio cinematográfico do governo da Alemanha Oriental

## Elenco
- Matthias Freihof - Philipp Klarmann
- Dagmar Manzel - Tanja
- Dirk Kummer - Matthias
- Michael Gwisdek - Achim
- Werner Dissel
- Gudrun Ritter - Frau Moellemann